# Holzzerstörende Meerestiere
Als holzzerstörende Meerestiere (auch maritime oder marine Holzzerstörer) werden verschiedene Organismen bezeichnet, deren hauptsächlicher Lebensraum das Ökosystem Meer ist und die in der Lage sind, den Verbund der Holzzellwände anzugreifen bzw. abzubauen. Die Tiere nutzen den Holzkörper als Nähr- und/oder Nestsubstrat. Durch den Lebensraum Meer grenzen sie sich von den holzzerstörenden Pilzen und Insekten ab. Die Tiere können erhebliche Schäden an unter Wasser gelagerten oder verbauten Holzkörpern verursachen, wobei die stärksten Zerstörungen durch die verschiedenen Arten der Schiffs- bzw. Holzbohrmuscheln (Teredinidae) hervorgerufen werden.

## Artenüberblick
Im gesamten Meer sind verschiedene Holzzerstörer aus der Klasse der Muscheln (Bivalvia), insbesondere aus den Familien Holzbohrmuscheln (Teredinidae) und Steinbohrmuscheln (Pholadidae), sowie der Klasse der Krebstiere (Crustacea) mit den Familien Bohrasseln (Limnoriidae), Kugelasseln (Sphaeromatidae) und Bohrflohkrebse (Cheluridae) verbreitet.

### Muscheln (Bivalvia)
- Schiffsbohrmuschel (Teredo navalis)
- Weiße Bohrmuschel (Barnea candida)

### Krebstiere (Crustacea)
- Bohrassel (Limnoria lignorum [Rathke])
- Kugelassel (Sphaeroma serratum)
- Holz-Flohkrebs (Chelura terebrans [Philippi])

## Schadpotenzial und Bedeutung
Hinsichtlich ihrer Schadwirkung unterscheiden sich die Vertreter der Muscheln und Krebstiere. So beruht beispielsweise das enorme Schadpotenzial der Schiffsbohrmuschel auf einem morphologischen Unterschied zu anderen Muschelarten – den stark verkleinerten und zu Bohrwerkzeugen umgebildeten Muschelschalen. Mit diesen Werkzeugen durchbohren sie den gesamten Holzkörper, vorwiegend in Faserrichtung, um die abgeraspelte Holzsubstanz ihrem Stoffwechsel zuzuführen. Im Gegensatz dazu verursachen die meisten Krebstiere eine überwiegend oberflächennahe Schädigung, wobei derzeit noch unklar ist, ob neben den Bohrasseln noch weitere Krebstiere die Gerüstsubstanzen der Holzzellwand spalten und physiologisch verwerten können.
In der heutigen Schifffahrt spielen Schäden durch holzzerstörende Meerestiere keine Rolle mehr, weil der Baustoff Holz längst durch andere Materialien ersetzt wurde. Sie sind aber dennoch baulich, wirtschaftlich und sicherheitstechnisch bedeutsam, weil Holz in vielen Ländern immer noch vorrangig im Wasser- bzw. Hafenbau und für den Küstenschutz genutzt wird. Allein an der deutschen Ostseeküste sind seit 1993 Schäden durch die Schiffsbohrmuschel in Höhe von ca. 100 Millionen Euro entstanden. Außerdem besteht eine Gefahr für kulturelle Güter wie Schiffswracks oder versunkene Siedlungen. So können Holz- und Steinbohrmuscheln beispielsweise hölzerne Schiffswracks innerhalb von 10 Jahren völlig zerstören.

## Schutzmaßnahmen
Bereits die alten Wikinger, Griechen, Römer, Ägypter und Chinesen versuchten ihre Schiffen gegen holzzerstörende Meerestiere zu schützen, indem sie die Bootshaut mit Harzen, Farben und Pech behandelten oder mit einer vorgelagerten Holzschicht (Opferhölzer) ausstatteten.
Heute gibt es verschiedene holzschutztechnische Ansätze:

### Holzschutzmittel
Der chemische Holzschutz bietet eine Möglichkeit die individuelle natürliche Resistenz einzelner Hölzer gegenüber holzzerstörenden Meerestieren zu erhöhen. Der Einsatz von z. B. ehemals etablierten Präparaten auf Kreosot- oder Kupfer-Chrom-Arsen-Basis wurde und wird jedoch aus ökologischen Gründen immer weiter eingeschränkt.

### Holzmodifizierung
Über die Effektivität unterschiedlicher Holzmodifikationen in Bezug auf die Resistenz gegenüber holzzerstörenden Meerestieren liegen aktuell nur wenige Langzeiterfahrungen vor. Aktuelle Untersuchungen deuten darauf hin, dass hierfür nur Verfahren der direkten Zellwandmodifikation geeignet sind.

### Natürliche Dauerhaftigkeit
Durch den Einsatz von Holzarten entsprechender natürlicher Dauerhaftigkeit können Schäden vermieden bzw. hinausgezögert werden. Die natürliche Resistenz gegenüber holzzerstörenden Meeresorganismen beruht dabei sowohl auf der Härte bzw. der Dichte als auch auf den eingelagerten Kerninhaltstoffen der jeweiligen Holzarten. Diesen Anforderungen genügen jedoch nur tropische Holzarten wie Angelique (Dicorynia guianensis) oder Greenheart (Chlorocardium rodiei), deren Einsatz aber vor allem aus ökologischen und auch aus ökonomischen Gründen umstritten ist.

### Bauliche Maßnahmen
Durch bauliche Maßnahmen, wie etwa dem Aufbringen einer zusätzlichen (umweltverträglichen) Schutzschicht auf die Holzoberfläche, kann den Organismen der Zugang erschwert werden. Im Fokus der aktuellen Forschung stehen dazu zum Beispiel spezielle Geotextilien.